# Adolphe Nourrit
Pour les articles homonymes, voir Nourrit.
Adolphe Nourrit, né à Montpellier le 3 mars 1802 et mort à Naples le 7 mars 1839, est un ténor français.
L'un des chanteurs d'opéra les plus estimés des années 1820 et 1830, il était particulièrement associé aux œuvres de Rossini et de Meyerbeer.

## Biographie
Fils de Louis Nourrit, marchand quincaillier devenu premier ténor de l’Opéra de Paris en 1811, le jeune Adolphe, destiné au commerce, suit de solides études classiques, avant d’entrer comme commis surnuméraire dans la Compagnie d’assurances générale sur les hommes:7.
Passionné de musique, il fréquente naturellement l’Opéra:8 et décide de suivre, après sa journée de travail, ses premières leçons de solfège. Un ami de son père, premier ténor au Théâtre-Italien, Manuel Garcia, lui prodigue ses leçons à l’insu du père qui refuse que son fils embrasse la carrière lyrique:9. Adolphe fera néanmoins ses débuts de chanteur en interprétant le rôle de Pylade dans Iphigénie en Tauride de Gluck, dans lequel le débutant remporte un vif succès:15. Le 9 octobre 1826, son interprétation de Néocles, dans Le Siège de Corinthe de Rossini lui vaut un triomphe et une reconnaissance unanime:38. Deux mois après, il succède à son père comme premier ténor à l’Opéra de Paris. Deux ans auparavant, il avait épousé Adèle Duverger, fille du régisseur de l’Opéra-Comique, dont il eut sept enfants:19.
Pendant dix ans, Adolphe Nourrit va de triomphe en triomphe. Il crée les grands rôles de l’époque : le rôle titre du Comte Ory:59 et Arnold, dans Guillaume Tell, de Rossini:71, le rôle titre de Robert le Diable:124 et Raoul des Huguenots de Meyerbeer:262, Eléazar dans La Juive de Halévy:170.
Professeur de déclamation lyrique au Conservatoire, intelligent et cultivé, il ne se contente pas d’interpréter les œuvres. Il les inspire et parfois en écrit les livrets (La Sylphide de Jean Schneitzhoeffer:131, inspiré du conte de Nodier, Trilby, jouée le 12 mars 1832). Ami de Liszt:325, il découvre Schubert et l’introduit en France en traduisant quelques lieder : Les Étoiles, La Cloche des agonisants.
Travailleur infatigable, il veut rompre avec le ton solennel et emphatique de la déclamation pour rendre au récitatif une forme plus libre et plus dégagée. Ses attitudes scéniques nouvelles sont vite acceptées, et celui que Rossini appelle son poète adjoint est nommé professeur de déclamation lyrique au Conservatoire. Sa renommée couvre toute l’Europe.
En 1836, la direction de l’Opéra, sous le prétexte de soulager la fatigue engendrée par un répertoire trop lourd, engage un autre ténor célèbre, Gilbert Duprez:220. Adolphe Nourrit, froissé et humilié, démissionne:221-2. « Je ne suis pas fait pour la lutte » dit-il à son ami Ernest Legouvé. « L’hostilité serait inévitable et me serait insupportable, je serais malheureux et vaincu. Duprez a sur moi un avantage immense, il est nouveau. Moi, le public de Paris me sait par cœur. Si je ne pars pas aujourd’hui, on m’évincerait demain. Rien que d’y penser, j’en rougis. Je m’en vais ! ».
Il part d’abord pour une tournée en France, souvent interrompue pour raisons de santé parce que sa voix le trahit et qu’il est incapable de chanter:342. Il va en Italie pour se soigner et renouer avec le succès:343. Il y rencontre Donizetti:359 et le directeur du théâtre San Carlo ; ils le convainquent de s’installer à Naples et d'adopter une nouvelle technique, plus italienne, avec plus de voix de poitrine et moins de voix de tête, comme Duprez. Les succès alternent avec les déconvenues et, surtout, une déstabilisation de toutes les fondations de son art. Son état mental s’aggrave. Il devient paranoïaque. Le 7 mars 1839, après une réception en son honneur, il se défenestre du troisième étage de l’hôtel Barbaja:489.
Adolphe Nourrit est enterré au cimetière de la Madone del Pianto, au milieu d’une foule d’admirateurs:503. Exhumé un mois après, il est transporté en France ; il arrive le 24 avril à Marseille où fut célébrée une messe de requiem  en l’église Notre-Dame-du-Mont ; Chopin y joua, à l’élévation, Les Astres de Schubert, un des airs favoris de Nourrit. À Lyon, le clergé refuse les honneurs funèbres, mais le cortège est suivi par plusieurs milliers de personnes. Le 11 mai, à Paris, a lieu le dernier service funèbre en l’église Saint-Roch en présence de nombreuses personnalités musicales et artistiques. Gilbert Duprez est un des solistes dans le Requiem de Cherubini
Adolphe Nourrit repose à Paris au cimetière de Montmartre:520 en compagnie de son épouse Adèle Duverger, morte le 8 août 1839, peu de temps après la naissance, le 6 juillet 1839, de son dernier fils, Alexis-Adolphe. L'autre fils, Louis-Robert Nourrit (1833-1894) y est aussi inhumé. Louis-Robert Nourrit s'était associé à Eugène Plon, fils d'Henri Plon fondateur de la librairie Plon, et à Émile Perrin. La librairie a pris la dénomination Plon, Nourrit et Cie.

### Iconographie
- Jean-Louis-Désiré Schrœder (1828-1898), Adolphe Nourrit, buste, Salon des artistes français de 1881, Paris, Opéra Garnier.